# Йосеф, Томер

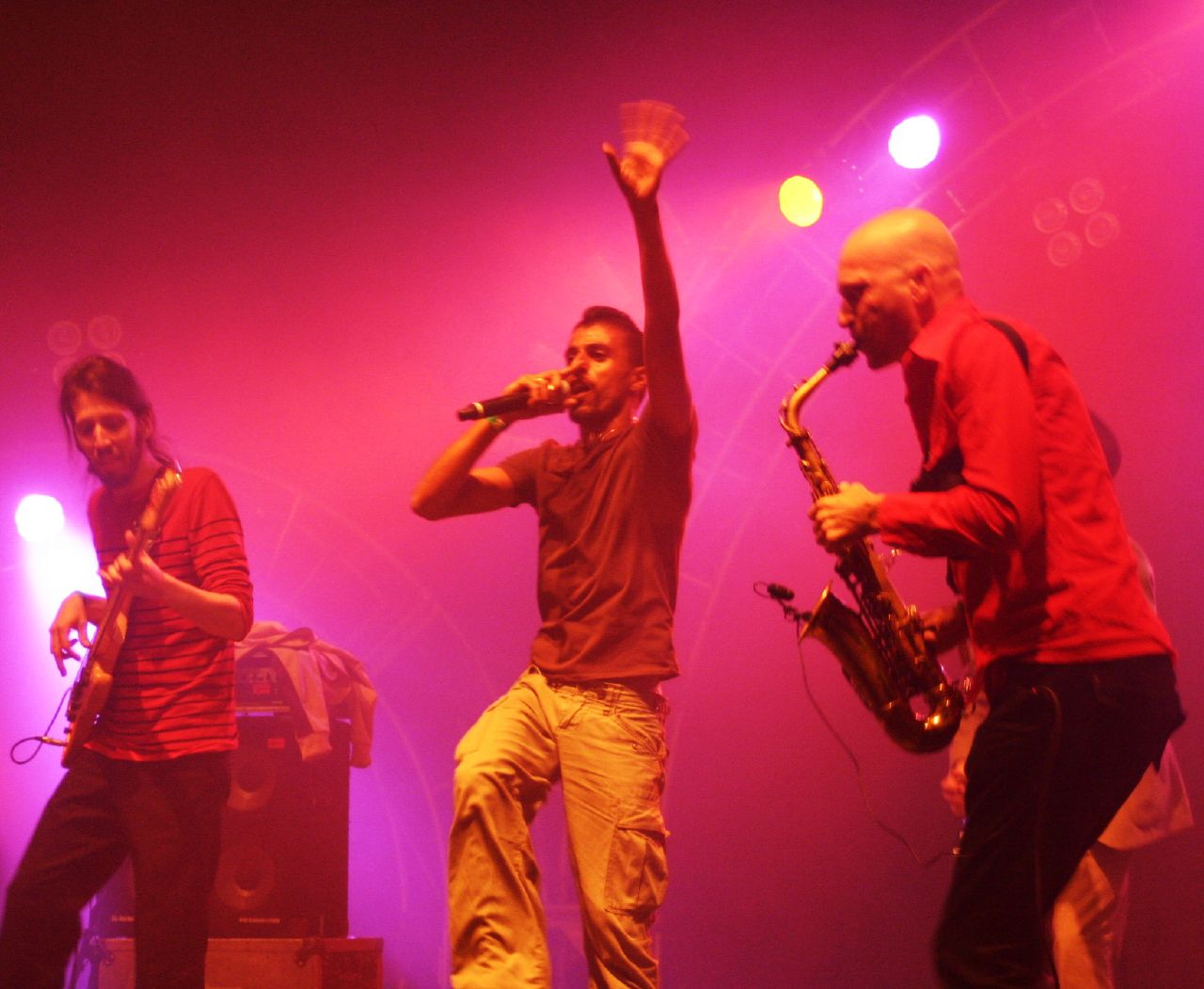
Томер Йосеф (в середине) во время выступления с Balkan Beat Box

Томер Йосеф (ивр. תומר יוסף) (Кфар-Сава, Израиль 08.09.1975) израильский вокалист израильско-американской электрофолк-группы Balkan Beat Box. Томер Йозеф был основателем группы наряду с Тамиром Мускатом и Ори Капланом.
Йосеф начал свою карьеру в качестве стенд-ап комика в 1994, он часто появлялся в этом качестве на израильском радио и телевидении, а также и сыграл в нескольких израильских телевизионных сериалах. Томер Йосеф выступил сценаристом и режиссёром сериала «Platfus».
В 1998 году появился в сериале «Ha-Tzel, Shel Hachiuch Shelchah» и в фильме «Визит оркестра»)
В 1998 году переехал в Нью-Йорк, где работал с Итамаром Зиглером над проектом Zion Train. В 2001 году он был барабанщиком в телешоу «Kochvey Hashchuna». В 2002 вместе с Тамиром Мускатом выпустил альбом «תגידו משהו» (Скажи что-нибудь). В 2004 году Йосеф выступал в качестве DJ по всему Израилю, до того, как в 2005 году стал приглашённым вокалистом группы Balkan Beat Box на их дебютном одноимённом альбоме «Balkan Beat Box». Кроме того, Йосев выступал вместе с группой на концертах. Йосеф выпустил свой второй альбом «צוחקים מתחת לאדמה» (Смех под землёй) в 2006 году под влиянием таких стилей, как регги, дэнсхолл и поп-рок. В 2009 году вышел его третий альбом «הטרמפולינה עם בן», в записи которого принял участие музыкант Бен Хендлер из Balkan Beat Box, а в 2011 году вышел альбом и «השחר 35» в 2011 году.

## Личная жизнь
Йосеф происходит из рода йеменских евреев. Женат, у пары трое детей.

## Дискография
(Дискографию Йосефа в составе Balkan Beat Box можно увидеть в соответствующей статье)

### Альбомы
- 2002: תגידו משהו
- 2006: צוחקים מתחת לאדמה
- 2009: הטרמפולינה עם בן
- 2011: השחר 35

## Фильмография
- 1994: Platfus (сорежиссёр, соавтор сценария, актёр)
- 1998: הצל של החיוך שלך (Ha-Tzel, Shel Hachiuch Shelchah)
- 2001: כוכבי השכונה (Kochvey Hashchuna)
- 2002: Chunt Lee

Фильмы
- 2007: Визит оркестра
- 2024: Ночная терапия